# Joel Fisher
 Joel Fisher (* 6. Juni 1947 in Salem, Ohio, USA; lebt in Brooklyn, Vermont und Paris) ist ein zeitgenössischer US-amerikanischer Objektkünstler, Zeichner und Bildhauer.

## Leben und Werk
Joel Fisher studierte am Kenyon College in Ohio bis 1969. Im selben Jahr bekam er ein Thomas J. Watson Reisestipendium.
Seine erste Einzelausstellung hat er 1970 im Whitney Museum - Art Resources Center in New York City. Er stellte in Berlin, London, Paris, Kassel und Amsterdam aus. Seine Arbeiten sind, unter anderem, in den Sammlungen der Tate Gallery und dem Victoria and Albert Museum in London; im Centre Pompidou in Paris; den Staatlichen Museen Berlin, im Stedelijk Museum in Amsterdam, im Moderna Museet Malmö, im Arts Council of Great Britain in London und im Groningen Museum enthalten.
Er war Lehrer an der Bath Academy of Art in England, an der École nationale supérieure des beaux-arts de Paris Paris und an der Pennsylvania Academy of Fine Arts.
Joel Fisher verwendet auch ungewöhnliche Materialien für seine Objekte, Collagen und seine „biomorphic sculptures“. Er war Teilnehmer der Documenta 5 in Kassel im Jahr 1972 in der Abteilung Individuelle Mythologien mit seinen „Hair Squares“ aus Haaren und Nägeln und „SOAP“ aus Butter und Lauge.